# Арта Мала
Арта Мала је мало ненасељено острво у хрватском делу Јадранског мора, у акваторији општине Муртер-Корнати у групи од 14 острва и острвца око северозападне половине острва Муртера, у којој је Арта Мала трећа по величини
Острвце се налази у шибенском архипелагу 4,5 км северно од острва Муртер, неколико десетина метара југоисточно од острва Арта Велика. Површина острвца износи 0,389 км². Дужина обалске линије је 2,97 км.. Највиши врх на острву је висок 78 метара.